# Donato Maria dell’Olio

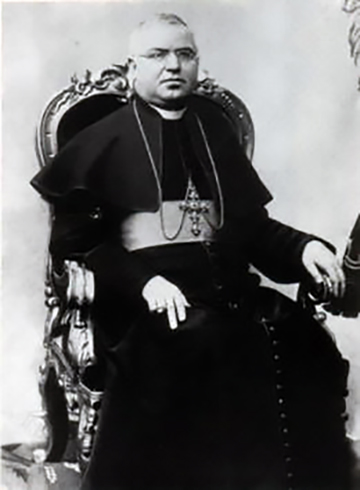
Kardinal dell’Olio

Donato Maria Kardinal dell’Olio (* 27. Dezember 1847 in Bisceglie; † 18. Januar 1902 in Benevento) war ein italienischer Erzbischof und Kardinal der Römischen Kirche.

## Leben
Der Sohn von Giacinto dell’Olio und Pasqua Augurano trat bereits 1856, im Alter von neun Jahren, in das Priesterseminar seiner Heimatstadt Bisceglie ein. Nach seiner Priesterweihe am 23. Dezember 1871 ging dell’Olio nach Rom, wo er weitere zwei Jahre Theologie studierte. Zu seinen Dozenten zählte der spätere Kardinal Tommaso Maria Zigliara.
Nachdem er 1876 zum Professor in Philosophie und Theologie berufen worden war, zog dell’Olio zurück nach Bisceglie, wo er ab 1882 als Priester an der dortigen Kathedrale wirkte. Im selben Jahr gründete er das nach Johannes Bosco benannte Priesterseminar Institut „Giovanni Bosco“.
Am 14. Dezember 1891 ernannte Papst Leo XIII. dell’Olio zum Erzbischof des Erzbistums Rossano. Die Bischofsweihe spendete ihm eine Woche später am 20. Dezember 1891 Kardinal Raffaele Monaco La Valletta, Bischof von Ostia e Velletri; Mitkonsekratoren waren Francesco di Paola Satolli, Präsident der Päpstlichen Diplomatenakademie, und Kurienerzbischof Edmund Stonor. Am 5. Februar 1898 folgte dell’Olios Versetzung als Erzbischof nach Benevento.
Ab dem 21. März 1898 fungierte dell’Olio als Berater des Heiligen Vaters. Papst Leo XIII. nahm ihn im Konsistorium vom 15. April 1901 als Kardinalpriester mit der Titelkirche Santa Balbina ins Kardinalskollegium auf.
Donato dell’Olio starb, ohne je an einem Konklave teilgenommen zu haben, neun Monate nach seiner Erhebung zum Kardinal im Alter von 54 Jahren.